# Michael Jolley
Michael Jolley (Sheffield, Inglaterra, 30 de marzo de 1977) es un entrenador de fútbol. Actualmente dirige al Vélez Club de Fútbol del Grupo IV de la Segunda Federación.

## Trayectoria
Nacido en Sheffield, Jolley fue jugador juvenil en el Barnsley FC entre 1989 y 1993. Entre 1995 y 1998, Jolley ingresó en el Downing College situado en Cambridge, donde obtuvo una licenciatura en economía.
Tras trabajar en el mundo de la banca, en 2004 comenzó su carrera de entrenador trabajando en la academia del Crystal Palace. 

### Como entrenador
En 2007, tras tres años trabajando en la academia del Crystal Palace, Jolley ingresa en la academia del Nottingham Forest. 
En agosto de 2008, Jolley fue nombrado entrenador de fútbol de alto rendimiento en el Stirling University Football Club y también trabajaría en la academia del Falkirk Football Club.
En noviembre de 2012, firmó como entrenador de la academia del Crewe Alexandra Football Club.
El 7 de julio de 2014, Jolley fue nombrado entrenador del equipo sub-23 de Burnley FC, donde trabajó durante tres temporadas. 
El 13 de junio de 2017, firma como primer entrenador del AFC Eskilstuna de la Allsvenskan. Con el equipo sueco confirmó su descenso a Superettan el 23 de octubre de 2017 y Jolley dejó el AFC Eskilstuna el 9 de enero de 2018 por decisión mutua.
El 2 de marzo de 2018, Jolley fue nombrado nuevo entrenador del primer equipo del Grimsby Town F.C. de la EFL League Two, el cuarto nivel del sistema de ligas del fútbol inglés.
El 23 de diciembre de 2020, firmó como entrenador del Barrow de la EFL League Two, firmando un contrato de dos años y medio. El 21 de febrero de 2021, Jolley fue despedido por Barrow  después de solo siete partidos en el cargo, con el club ocupando el puesto 23 en la Liga Dos.
El 30 de enero de 2023, firma como entrenador del Vélez Club de Fútbol del Grupo IV de la Segunda Federación.

## Clubes

### Como entrenador
| Club                                    | País       | Año             |
| --------------------------------------- | ---------- | --------------- |
| Crystal Palace (Juvenil)                | Inglaterra | 2004-2007       |
| Nottingham Forest (Juvenil)             | Inglaterra | 2007-2008       |
| Stirling University Football Club       | Escocia    | 2008-2009       |
| Falkirk Football Club (Juvenil)         | Escocia    | 2008-2009       |
| Crewe Alexandra Football Club (Juvenil) | Inglaterra | 2012-2014       |
| Burnley FC Sub-21                       | Inglaterra | 2014-2017       |
| AFC Eskilstuna                          | Suecia     | 2017-2018       |
| Grimsby Town F.C.                       | Inglaterra | 2018-2019       |
| Barrow A.F.C.                           | Inglaterra | 2020-2021       |
| Vélez Club de Fútbol                    | España     | 2023-Actualidad |